# Microplitis mandibularis
Microplitis mandibularis är en stekelart som först beskrevs av Thomson 1895.  Microplitis mandibularis ingår i släktet Microplitis och familjen bracksteklar. Arten är reproducerande i Sverige. Inga underarter finns listade i Catalogue of Life.